# История евреев в Румынии

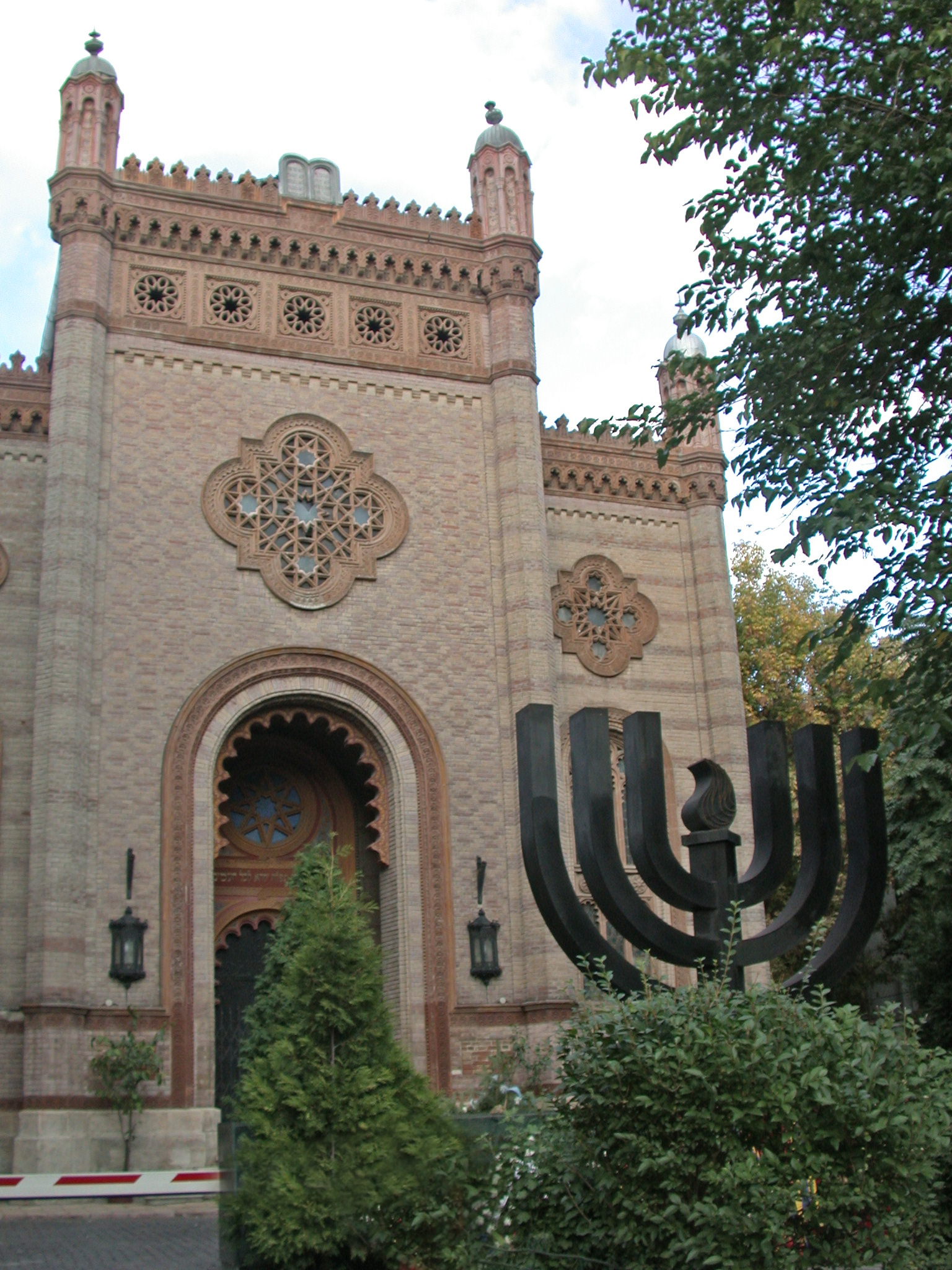
Бухарестская синагога (построена в 1864—1866 годах, восстановлена после Второй мировой войны)

История евреев в Румынии — история еврейской общины (румынские евреи) на территории Валахии (валахские евреи), и современной Румынии, с момента её возникновения (1881 год) до настоящего времени.

## Ранний период
По словам некоторых румынских историков, a также Якова Псантира, евреи поселились на территории современной Румынии ещё до появления в Дакии римлян, опустошивших по приказанию императора Траяна эту местность. Соперник Траяна, дакийский царь Децебал, в 104 году нашей эры дал евреям особые привилегии в Тальмусе (Thalmus), или Таламаси, находившемся недалеко от трансильванского города Красная Башня; евреи могли проживать и в других местах Дакии. В силу декрета римского императора в 397 году евреям Дакии и их синагогам были обещаны защита и гарантия от всяких преследований (Cod. Theod. de Jud., XVI, 8). Когда римляне завоевали Дакию, то туда прибыли вместе с римским войском в качестве поставщиков и переводчиков много евреев.
В VIII веке исповедовавшие иудаизм хазары вторглись из южной Руси на территорию современной Румынии и соединились с евреями, жившими здесь уже давно, после чего, по свидетельству византийских историков, «в течение многих лет еврейская религия была преобладающей в этой стране».

## С XII века по XVII век
За период свыше 400 лет не имеется никаких сведений ο евреях в Pумынии, и лишь известно, что в XII веке при образовании графства Берлад, в состав которого вошли Галац и Текуци, жившие здесь евреи принимали значительное участие в торговле.
В 1290 году, когда Раду Негру перешёл через Карпаты, его сопровождали многочисленные евреи, помогавшие ему в деле установления его власти в Румынии.
В 1349 году при основании княжества Молдавии господарь её обратился к купцам и торговцам Польши, приглашая их переселиться в Молдавию и обещая им различные привилегии; много евреев отозвалось. Среди первых поселенцев города Роман в конце XIII века было несколько евреев; их дома были лучшими в этом столичном городе. Роман I освободил их от военной службы и заменил эту повинность налогом в размере трех львиных талеров с человека.
Около 1367 года евреи стали селиться в более значительном числе в Валахии, куда они прибыли из Венгрии после изгнания их оттуда Людвигом Великим. В княжение Влада Цепеша евреям пришлось много терпеть от его вымогательств, так как этот господарь нуждался в деньгах.
Наоборот, в Молдавии евреям в это время жилось сравнительно легко, так как Стефан Вода (1457—1504) всегда относился благосклонно к евреям. Еврей Исаак бен-Вениамин III из Ясс был назначен господарским управляющим, a затем даже занял пост канцлера (logofet). Сын и преемник Стефана, Богдан Вода (1504—17), продолжал политику отца, и еврей Шор оставался при нём канцлером княжества. В это время, по словам историка Убичини, евреи были рассеяны по всей Pумынии, и через их руки проходила почти вся торговля, в особенности торговля лошадьми. Чтобы уменьшить торговое значение евреев, Стефан Младший в 1522 году дал особые привилегии львовским христианским торговцам, a молдавский господарь Пётр Рареш даже конфисковал несколько раз y евреев лучших их лошадей.
Когда около этого времени Румыния была завоевана османами, то много сефардских евреев из Константинополя и других турецких городов переселилось в Pумынию, в частности, в Валахию, в Молдавию же переехали многие из Польши и Германии, где тогда происходили жестокие преследования. Несмотря на то, что османские власти покровительствовали евреям, господари Молдавии и Валахии, вассалы османского султана, относились враждебно к евреям; особую жестокость к ним проявил Александр Лапушнеану (1552—1561), пока он не был свергнут с престола греком Яковом Гераклидом, до занятия трона обещавшим евреям защиту и помощь.
В княжение Петра Хромого в Молдавии (1574—1579) евреи подвергались чрезвычайно тяжелым налогам и всячески преследовались. Однако когда он был свергнут с престола, каковой мог снова занять лишь с помощью влиятельного в Константинополе еврея Соломона Ашкенази, Петр обещал еврейскому врачу Бенвенисте, другу Соломона Ашкенази, изменить свое отношение к евреям — последний и заставил господаря фактически предоставить евреям широкие права.
Валахский господарь Александр Мирче (1568—1577) благосклонно относился к евреям и имел в качестве ближайшего советника Исайю бен-Иосифа, который неоднократно хлопотал перед господарем за евреев — и всегда удачно. В 1573 году, однако, врагам Исайи удалось убедить Александра Мирче в необходимости удалить еврея из княжеского совета. Исайя отправился тогда в Молдавию и поступил на службу к господарю Ивану Грозному, перед которым продолжал защищать интересы евреев. Однако заступничество его не приносило евреям пользы, и Исайе бен-Иосиф вместе с Соломоном Ашкенази удалось с помощью сильных связей в Константинополе возвести на престол Эммануила Аарона, в котором они рассчитывали встретить энергичного защитника еврейских интересов, так как он сам был еврейского происхождения. Они, однако, ошиблись в своих расчётах: Аарон ещё более усердно преследовал евреев, еврейская община Бухареста была совершенно уничтожена им. В Молдавии евреям фактически не было возможности более жить, и они массами эмигрировали в Валахию.
Лишь с устранением от престола Аарона положение евреев снова улучшилось, тем более, что новый господарь Иеремия Могила относился к ним сравнительно благосклонно. В начале XVII века евреи стали уже в значительном числе селиться в Молдавии. В первой половине XVII века по отношению к евреям был издан ряд законов Матвеем Бессарабой и Василием Лупулом: права евреев были урегулированы, причем валахские евреи были поставлены в худшие условия, так как Бессараба включил в свой кодекс некоторые постановления западноевропейских законодательств.
В 1648 году евреи Румынии пережили набег казаков и банд Богдана Хмельницкого, которые, пройдя через часть Pумынии, убивали на своем пути всех евреев. Когда казаки в 1652 году прибыли в Яссы, чтобы потребовать для сына Богдана Хмельницкого дочери господаря, они снова стали производить жестокие нападения на евреев.

## XVIII век
В 1710 году впервые возникло в Румынии обвинение в употреблении евреями христианской крови с ритуальными целями. Какой-то крещенный еврей перенес тело убитого христианского мальчика в населенную евреями часть города Неамтц и выступил с утверждением, что евреям нужна кровь для пасхального праздника. Агитация этого ренегата вызвала кровавый погром: 5 евреев было убито, многие ранены, еврейские дома были разграблены, a представители общины были заключены в тюрьму и подвергнуты пыткам. Влиятельные при дворе евреи просили господаря исследовать всё это дело; была назначена специальная комиссия, которая высказалась в пользу евреев, многие из громил и инициаторов погрома были сурово наказаны.
К этому времени относится и первое выступление румынского духовенства против евреев; оно заявило, что второе следствие велось пристрастно. Духовенство очень энергично взяло в свои руки дело агитации против евреев, во многих местах организовались антиеврейские группы, и в 1714 году возникло в Романе новое обвинение евреев в убийстве. Как впоследствии выяснилось, агитаторы убили христианскую девушку, служившую в еврейском доме, и обвинили во всём евреев; дома последних были разграблены, два наиболее известных в Романе еврея были повешены, и, вероятно, не остался бы в живых ни один еврей, если бы немедленно не были найдены истинные убийцы.
Когда господарем был назначен Стефан Кантакузен (1714—1716), находившийся под влиянием духовенства, положение евреев стало крайне тяжелым, и улучшение наступило лишь в княжение Николая Маврокордато (1715—1730). Он пригласил в Румынию много еврейских банкиров, промышленников и купцов для развития экономической жизни страны и предоставил разные льготы целым еврейским общинам. Но духовенство продолжало сеять ненависть к ним, в особенности, когда в Румынию прибыл иерусалимский патриарх Эфраим.
Бояре относились к евреям без всякой вражды, поручая им устраивать небольшие селения, куда приглашались евреи из Польши, Венгрии, Сербии и т. д.; крестьяне же видели в них мелких торговцев и ремесленников, y которых они охотно покупали все необходимое им, в такой же мере, в какой они покупали y армян, греков и других иностранцев, так как сами румыны мало занимались ремеслами и торговлей. Всякая политическая перемена вызывала изменение в жизни евреев: так, во время русско-турецкой войны 1769—74 годов евреи подвергались жестоким гонениям; почти во всех городах происходили погромы и грабежи; одни обвиняли их в сочувствии России, другие в преданности Турции; обе стороны поэтому одинаково их преследовали, и лишь с прекращением войны наступило и для евреев спокойное время, продолжавшееся до 1787 года, когда янычары и русские войска снова появились в Pумынии, где начались прежние злодейства, заставившие современника этих событий заявить, что по отношению к евреям ведется особое соперничество в деле обнаружения жестокости.
Пример иностранных гонителей оказался заразительным, и конец XVIII века был весьма плачевен для евреев Pумынии: евреев насильно крестили, навязывали православие под угрозой жестоких наказаний, легенда-клевета об употреблении крови принимала все более и более грозные размеры. То в одном месте, то в другом возникали ритуальные дела, носившие везде почти один и тот же характер. Особенно много жестокости было проявлено в Галаце в 1797 году.

## XIX век
Русско-турецкая война 1806—1812 годов сопровождалась по обыкновению самыми жестокими гонениями на евреев. Особенно дикие сцены происходили в Бухаресте в 1812 году; от турок не отставали в некоторых местах и русские солдаты, которым указывали на евреев как на виновников неудачных действий русской армии. Во время оккупации русскими Румынии начались и законодательные ограничения евреев: им запрещалось быть арендаторами крупных земельных участков, за исключением, впрочем, аренды спиртных напитков; кроме того, евреи-купцы были ограничены в некоторых правах. Однако на общем удовлетворительном положении евреев эти ограничения мало отразились.
Во время неудавшегося восстания Ипсиланти в 1821 году греческие повстанцы стали мстить за свои поражения евреям, причем греками были совершены самые ужасные преступления над беззащитными евреями.
Только с изгнанием из Румынии греческих повстанцев в положении евреев снова наступило улучшение; тем не менее, против них были изданы некоторые ограничения. Так, в 1817 году молдавский Codex Callimachi (§ 1430) запретил евреям приобретать земельную собственность, разрешая им, однако, покупать в городах землю под дома и магазины; валахский Codex Caradja в 1818 г. под влиянием агитации духовенства не разрешал евреям выступать на суде в качестве свидетелей. Органический молдавский закон 1831 года требовал, чтобы евреи внесли в свои регистрационные книги род своих занятий, причем те, которые либо не могли указать рода занятий, либо их вовсе не имели, должны были быть высланы из страны как вредный элемент; администрация пограничных городов должна была принять меры к тому, чтобы лица, не имеющие определённых занятий, не могли селиться в стране. В том же году было ещё раз подтверждено, что евреи не могут быть арендаторами больших участков и сдавать землю в аренду. Закон ο регистрации евреев по роду их занятий был истолкован в 1834 году господарем Гикой в том смысле, что лица, не могущие жить своим трудом, должны быть высланы из пределов государства, пограничная же администрация должна была следить, чтобы в страну не мог въезжать без паспорта ни один иностранный еврей, a проездом еврей мог проживать в пределах страны лишь в течение месяца. Чтобы прекратить практиковавшуюся вопреки закона аренду евреями земель, 27 марта 1835 году был издан закон, в силу которого строго преследовались нотариусы или члены каких-либо трибуналов, через руки которых проходили акты ο подобной аренде. 11 марта 1839 году вышел закон, установивший общий одинаковый налог на евреев и требовавший принятия мер к правильному поступлению этого налога и к недопущению в страну безработных и не имеющих определённых занятий евреев. 4 июля 1839 года закон ο регистрировании занятий был заменен другим, гласившим, что евреи, не имеющие определённого капитала или ремесла, должны быть отнесены к категории бродяг и изгнаны; прочие же евреи получают особые свидетельства, дававшие им право жительства.
Во время революций 1848 года в Дунайских княжествах революционный комитет в своей программе содержал пункт об эмансипации евреев и ο равенстве политических прав без различия вероисповеданий; это требование поддерживалось на многочисленных народных собраниях. Однако фактически программа 1848 года осталась лишь на бумаге, и евреи остались в том же положении, что и до революции.
Тем не менее, по закону от 5 мая 1851 года были упразднены комиссии для искания евреев-бродяг, и от постоянных жителей не требовалось наличия капитала или точного указания полезной деятельности; теперь администрация должна была считать бродягами лишь тех, которые кочевали по стране, не будучи внесены в подоходную книгу, не могли платить никакого налога и не имели достойного доверия свидетельства ο личности; кроме того, бродягами должны считаться иностранные евреи, не имеющие паспорта, занятий и достаточного залога.

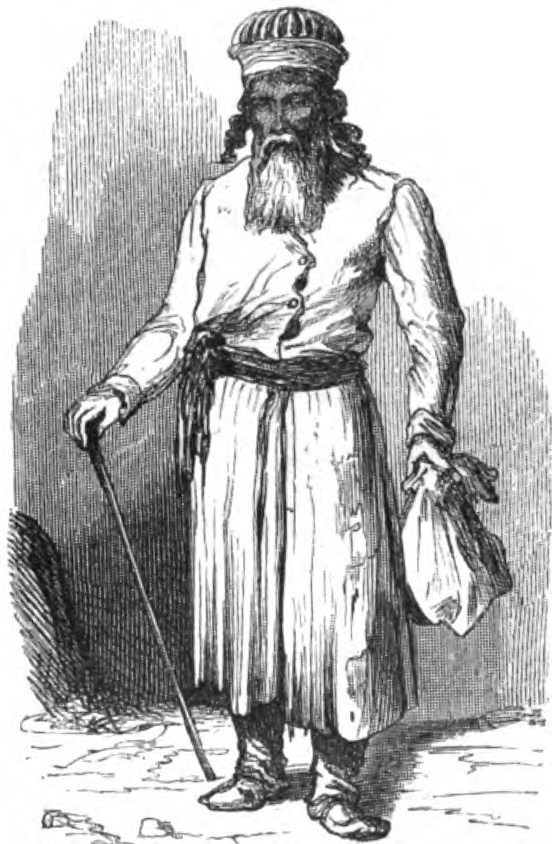
Еврей в Бухаресте, 1860 год

Когда в 1859 году был избран первый принц объединённой Румынии Александру Куза, то в парламенте и в печати заговорили ο полном уравнении евреев в правах, и на новогоднем приеме 1864 года князем Кузой еврейской депутации с просьбой об эмансипации было заявлено: «В 1864 году румынские евреи будут иметь основание радоваться правительственным мероприятиям. Еще до принятия вашей петиции мы позаботились ο проведении постепенной эмансипации евреев. Я хотел вам дать все, но не мог этого сделать. Ну, что ж, вы получите постепенно все права. Где я ни был, я вас любил; я не делаю никакого различия между лицами разных вероисповеданий». Куза хотел совершить в 1864 году государственный переворот с предоставлением народу всеобщего избирательного права, причем евреи должны были пользоваться избирательными правами. Условием этого Куза поставил денежную помощь со стороны евреев и армян. Между евреями и армянами начались по этому поводу переговоры; богатые и влиятельные евреи охотно соглашались на денежную поддержку, но средний класс говорил об унизительности покупки прав, об излишней трате денег на права, которые евреям вовсе не нужны, и т. д. Среди консерваторов возникло также недовольство; они опасались, как бы политическая эмансипация не подорвала религии и не отразилась печально на внутренней жизни евреев. Эта полемика среди евреев вызвала, с одной стороны, недовольство Кузы, предложение которого наносило ущерб его авторитету, a с другой — широких классов румынского населения, увидевших простой торг в деле управления государства и обвинявших евреев в том, что они путем денег хотят сделаться господами положения.
После падения Кузы, с избранием князя Карла Гогенцоллерна, было внесено в 1866 году предложение ο включении в конституцию статьи ο том, что религия не может служить препятствием к натурализации, следовательно, к приобретению всех прав румынского подданства. Предложение это вызвало ряд шумных демонстраций, сопровождавшихся в Яссах, Бакэу, Ольтенице и некоторых других местах кровавыми погромами. В день въезда Карла в Яссы там был устроен еврейский погром, чтобы показать «иностранному князю», как относятся к евреям «настоящие румыны». Это был ответ на слова Карла: «Предрассудки Румынии против евреев позорны; я буду считать своим долгом бороться против них, и полная эмансипация евреев встретит во мне преданного защитника». Когда в парламенте началось обсуждение статьи об эмансипации евреев, в Бухаресте была устроена антиеврейская манифестация. Толпа ворвалась в зал заседаний парламента и криком заставила его взять обратно это предложение; затем она направилась к синагоге, разгромила её и совершила ряд святотатств. На улицах избивали также отдельных евреев. Перед этим проявлением «народной воли» парламент внес в конституцию статью, что только христиане-иностранцы могут получить полные права румынских граждан, a правительство, не привлекши ни одного погромщика к ответственности, выпустило воззвание, в котором сказано было, что погромы устроены были врагами отечества и что оно никогда не намеревалось дать евреям политические права.
С этого времени для евреев Румынии началась эра жестоких преследований, правительственных ограничений и репрессий. Изгоняемые из деревень евреи нередко отмечались городской администрацией в качестве бродяг, высылались за пределы Pумынии, штрафовались и т. д.; ввиду свирепствовавшей в 1867 году холеры евреи были объявлены распространителями заразы, была создана специальная комиссия, сортировавшая евреев по группам: бродяги высылались, больные отдавались под карантин, и лишь немногим удавалось благополучно водвориться в городе. В июле 1867 года произошло потопление галацких евреев в Дунае, вызвавшее в Европе взрыв негодования. Консулы всех держав выразили в Бухаресте князю протест против антиеврейских мер правительства.
1868 год открылся политической агитацией против евреев: парламент должен был провести новые законы ο них, опираясь при этом на сочувствие народа. В Берладе, Калараше, Галаце принимались митинговые резолюции против евреев, сопровождавшиеся и кровавыми эксцессами. Наконец в марте 31 депутат внесли в парламент проект, в силу которого евреям запрещалось жить в деревнях, в городах же они должны были испрашивать от город. властей особого разрешения на жительство; евреи не могли иметь недвижимого имущества ни в городах, ни в деревнях, они не могли быть арендаторами и занимать какую-либо государственную или общественную службу; для ведения торговли и вообще всякого дела евреи должны были испрашивать специального разрешения, причем им запрещалось продавать христианам съестные припасы или напитки. Проект этот вызвал шум в западноевропейской печати, a французское правительство Наполеона III выразило через своего бухарестского представителя надежду, что проект этот не получит силы закона. Когда он стал обсуждаться в парламенте, министерство заявило, что, не касаясь по существу проекта, оно просит отклонить его ввиду возможного нежелательного вмешательства в дела Румынии чужого правительства. Ответ этот, естественно, задел патриотическое чувство многих румын, толковавших его в смысле сочувствия правительства законопроекту, отклоняемому им из чувства одного лишь страха.
В стране начались снова кровавые преследования евреев, которых мелкая буржуазия считала для себя опасными конкурентами. Они приняли грозные размеры в Бакау, откуда в 24 часа было выслано 500 семейств, еврейское кладбище было осквернено и почти все еврейские дома были сожжены. 3 октября 1868 года в Галаце снова произошёл крупный погром. В 1871 и 72 годах во многих городах Румынии вновь происходили жестокие погромы евреев. Также в конце 1870-х годов были введены многочисленные правовые ограничения для евреев: евреи не могли заниматься продажей табака (монополия государства) и принимать в табачном деле какое-либо участие; продажа спиртных напитков разрешалась лишь тем, которые имели избирательные права, и евреи были вытеснены из этой отрасли торговли; главные посты в гигиеническом и медицинском департаментах могли занимать лишь румыны, a не иностранцы, т. е. евреи; новые аптеки можно было открывать с разрешения министра, дававшего его лишь румынам и т. д. 

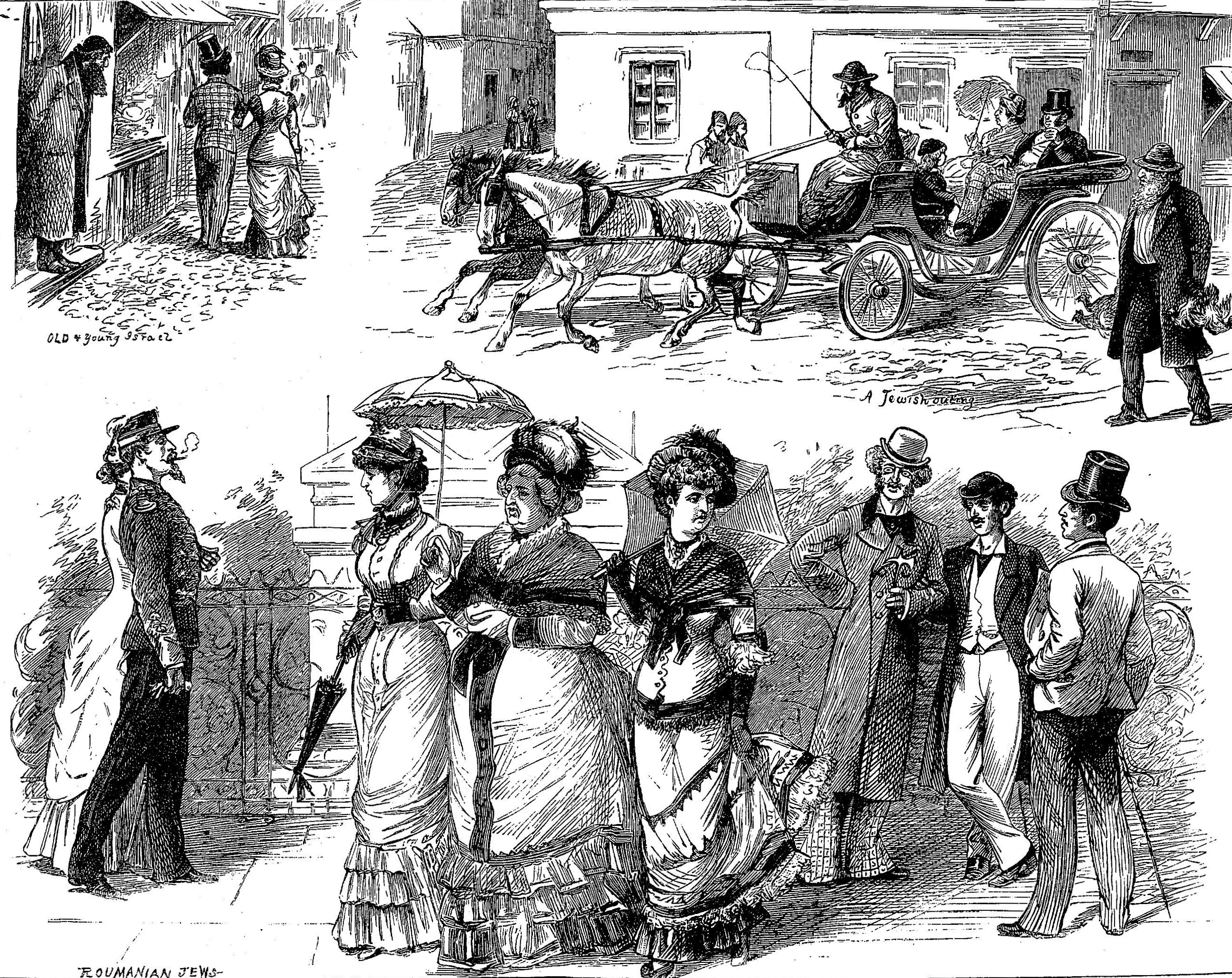
«Еврейский вопрос в Румынии», карикатура 1879 года

В Берлинский трактат 1878 года была включена 44-я статья, гласившая, что различие религиозных верований не может служить в Румынии мотивом исключения или недопущения к пользованию гражданскими и политическими правами. Франция потребовала отмены 7-й статьи конституции Румынии 1866 года, гласившей, что натурализация дается лишь христианам-иностранцам, и полной натурализации для всех евреев. Между Румынией и великими державами начались переговоры относительно изменения или отмены 7-й статьи конституции. Румынское правительство доказывало, что нельзя дать натурализацию сразу 250 тыс. людей, что это вызовет ряд погромов, первыми жертвами которых станут сами евреи, и что необходимо давать лишь отдельным лицам право принять румынское подданство. Британское правительство соглашалось на введение натурализации по категориям и предложило, чтобы все евреи, родители которых родились в Румынии, были признаны равноправными румынскими гражданами. Это предложение было поддержано Францией и Германией, и дело еврейской эмансипации в Румынии считалось уже выигранным; даже румынское правительство соглашалось на подобный компромисс. Парламент Румынии, однако, отвергал натурализацию евреев по категориям и высказывался за индивидуальную натурализацию, проводимую каждый раз через парламент, причем право приобретения и владения землею должно было считаться политическим правом.
После долгих дебатов в октябре 1879 года был принят закон, гласивший, что правительству предоставляется право без различия вероисповедания дать натурализацию иностранцам, прожившим 10 лет в Румынии и могущим доказать что они полезны стране. Для осуществления натурализации была создана специальная комиссия, в которую вошли известные антисемиты. В 1880 году румынское гражданство получили лишь семнадцать человек, в 1881 году — шесть, в 1882 году — два, в 1886–1900 году — восемнадцать. Эти единичные натурализованные евреи пользовались всеми гражданскими правами, однако положение всех прочих евреев ухудшилось: для них как для иностранцев вводили новые ограничения. Так, в ремесленных и художественных училищах евреи-«иностранцы» могли быть лишь экстернами, не превышая 1/5 общего числа учеников, иностранцы допускались к среднему и высшему образованию лишь после того, как остались вакантные места; в коммерческих училищах они могли обучаться лишь с разрешения министра. Из ряда школ еврейские ученики были исключены, в течение многих лет в них не принимался ни один еврей.
Одновременно с правительственными ограничениями происходили и еврейские погромы, в частности в Яссах в 1898 году и в Дранченах в 1900 году. В связи с последним началась усиленная эмиграция евреев, грозившая стране экономическим разорением (в 1899–1904 годах из Румынии выехали около 55 тыс. евреев, в основном в США), после чего правительство запретило евреям эмигрировать. В 1899 году в Румынии было 266 652 еврея (4,5% всего населения). 

## XX век

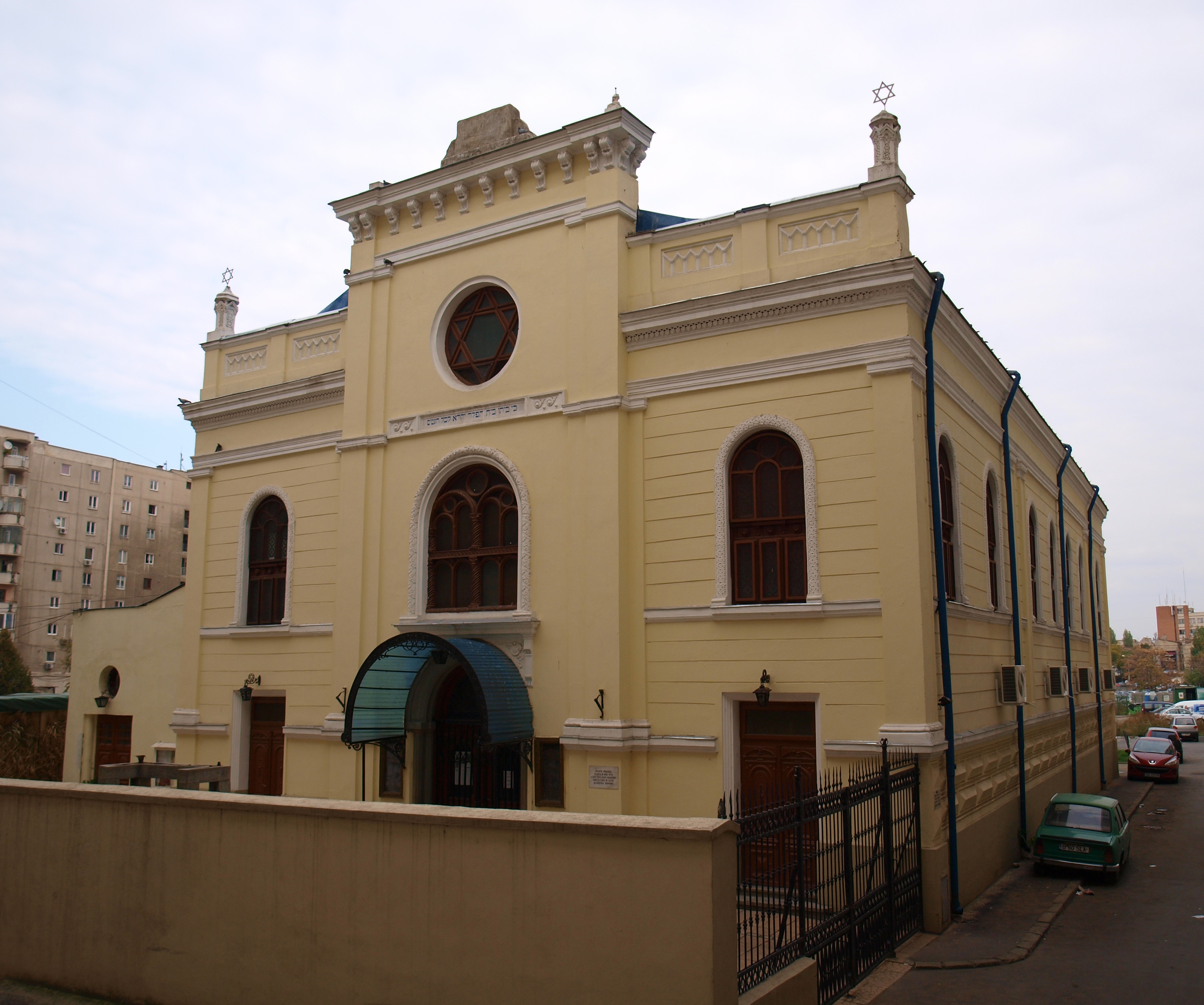
Большая синагога, Бухарест

Первое десятилетие XX века не принесло евреям никакого облегчения: на протяжении его происходили три раза кровавые погромы. Во время крестьянского восстания 1907 года было убито много евреев, 2280 еврейских семей лишились жилья и имущества.
В 1904 году евреи составляли 21,1% от всех торговцев Румынии, они составляли большинство в ряде ремесленных профессий (85,5% шапочников, 81,3% граверов, 76,6% переплетчиков, 75,9% часовщиков, 64,3% обойщиков были евреями).
Вступив в 1916 году в Первую мировую войну на стороне Антанты, Румыния быстро потерпела поражение и весной 1918 года была вынуждена подписать сепаратный мирный договор с Германией, один из пунктов которого предусматривал предоставление румынского гражданства всем евреям Румынии; однако из-за поражения Германии в войне этот договор не вступил в силу. Премьер-министр И. Брэтиану добился принятия парламентом 28 декабря 1918 года закона об индивидуальной натурализации евреев, для чего они были должны обращаться в суд. Но евреи воздерживались от подачи заявлений на получение гражданства, требуя, чтобы его предоставляли им автоматически.
После Первой мировой войны в состав Румынии были включены Северная Буковина, Бессарабия и Трансильвания, где проживало много евреев. Евреи Северной Буковины и Трансильвании, которые до войны были подданными Австро-Венгрии, пользовались всеми гражданскими правами.
Наконец, после долгих дебатов в новую конституцию Румынии 1923 года была включена статья о предоставлении всем евреям гражданства, в том числе и на вновь присоединенных территориях. Однако фактически евреев продолжали не допускать на государственную службу, на университетские кафедры, их не производили в офицеры. 22 декабря 1922 года участники студенческих волнений потребовали введения процентной нормы для евреев и она была фактически введена в университете города Клуж, затем эта практика распространилась и на другие университеты.
9 декабря 1927 года студенты — члены «Легиона Архангела Михаила». устроили погром в городе Орадя, во время которого было сожжено пять синагог, затем антиеврейские беспорядки вспыхнули по всей стране.
В середине 1930-х годов Румыния начала сближение с нацистской Германией, что усиливало антисемитские настроения в стране. В июне 1934 года был принят закон «Об использовании румынских рабочих в частных фирмах», по которому 80% работников любого предприятия должны были составлять румыны. В результате с текстильных фабрик, из банков и торговых предприятий уволили большинство евреев. В 1935 года правление Юридической ассоциации ввело процентную норму для евреев-юристов, принятие евреев в эту ассоциацию прекратилось.
7 сентября 1940 года Южная Добруджа была передана от Румынии к Болгарии. При отступлении румынских войск в Добрудже 30 июня 1940 года были убиты 52 еврея, евреев выбрасывали из поездов с беженцами, шедших в Румынию. 6 сентября 1940 года правительство Румынии, которое состояло в основном из членов ультранационалистической Железной гвардии, возглавил маршал Й. Антонеску, после чего наступил период жестокого антиеврейского террора, продолжавшегося пять месяцев. Евреев-предпринимателей подвергали пыткам, чтобы получить от них заявления о передаче собственности румынам. Банды Железной гвардии врывались в квартиры евреев и грабили их. 21 января 1941 года Железная гвардия предприняла попытку государственного переворота, при этом в Бухаресте было убито около 120 евреев, разрушено несколько синагог.

### Вторая мировая война

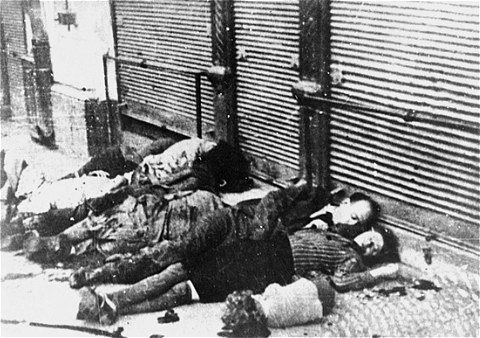
Тела убитых евреев на улицах Ясс во время погрома 29 июня 1941 года

После нападения Румынии на СССР в союзе с нацистской Германией 27 июня 1941 года в Яссах состоялся ещё один масштабный погром, в результате которого по данным румынской комиссии погибло 8000 и было арестовано и вывезено из Ясс 5000 евреев (по другим подсчётам, погибло 13 266 человек, включая умерших во время депортации из города). Этот погром стал первым из организованных властями. Поводом послужили обвинения ясских евреев в коллаборационизме и нападениях на румынских солдат. Антонеску проводил жёсткую политику по отношению к нерумынам, в первую очередь евреям. Несмотря на это, ему противостояли Союз Евреев Румынии и Еврейская партия. Последняя даже отправляла гуманитарную помощь в концлагеря и гетто Транснистрии.

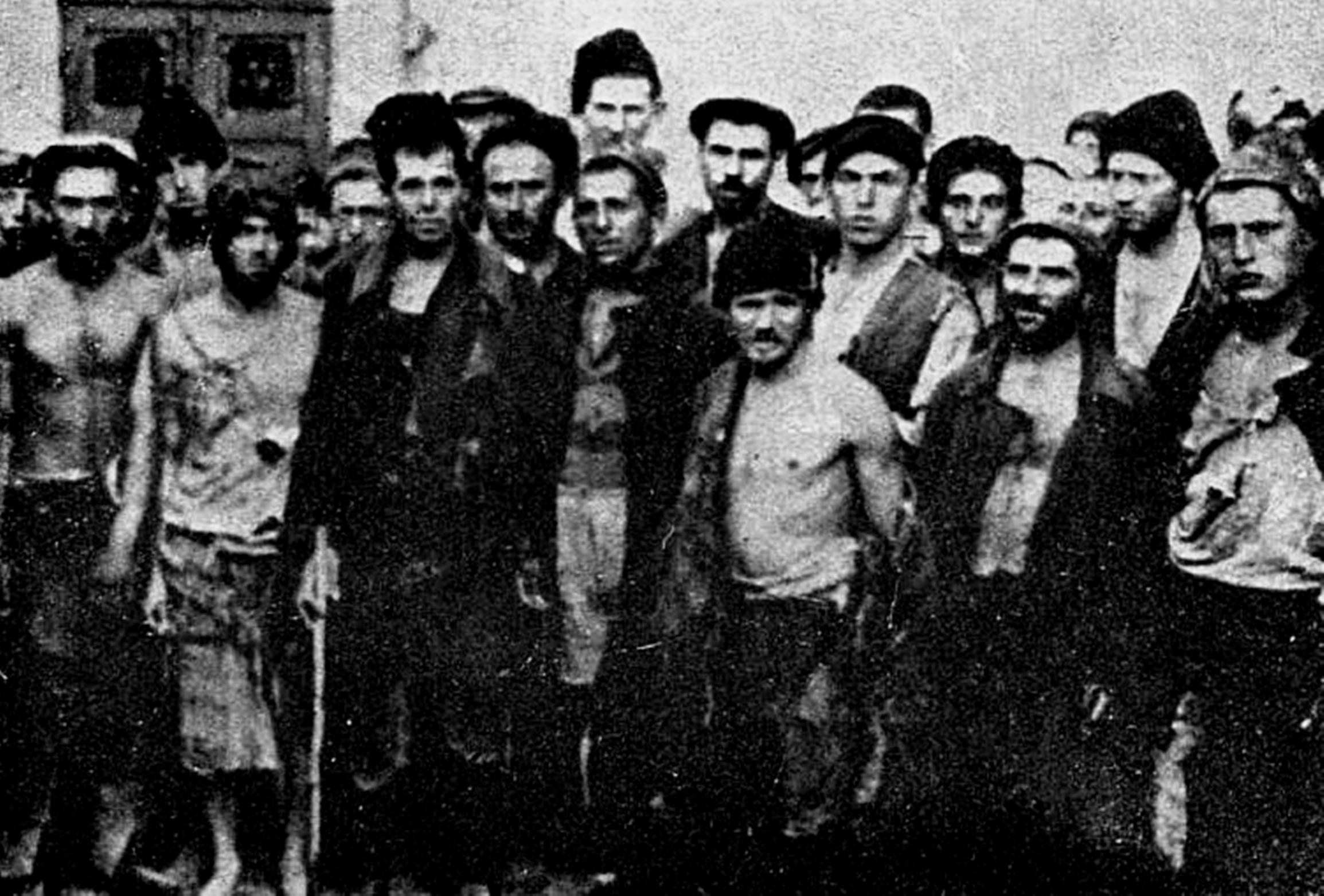
Румынские евреи на принудительных работах в городе Брэила, 1944 год

В течение пяти недель после начала войны была уничтожено около 160 тысяч евреев на оккупированной Румынией территории СССР. В июле 1941 года началась отправка в концентрационные лагеря евреев, проживавших в небольших городах и селах самой Румынии, но руководству Совета евреев Румынии удалось добиться отмены этого приказа, после чего высланных стали отправлять в ближайшие большие города. С востока Румынии еврейское население депортировали на запад Румынии, а мужчин моложе 60 лет заключили в концентрационный лагерь Тыргу-Жиу. Из других районов Румынии еврейских мужчин отправляли в трудовые лагеря.
В декабре 1942 года военное положение Германии резко ухудшилось, что изменило отношение румынского правительства к евреям. В июне 1943 года Антонеску отдал распоряжение о возвращении из концлагерей и гетто Транснистрии в Румынию пожилых людей, вдов, инвалидов Первой мировой войны и бывших армейских офицеров. Большинство евреев вернулось из Транснистрии в Румынию в начале 1944 года, накануне отступления румынских войск из Транснистрии.
Что касается Северной Трансильвании, которую Румыния передала Венгрии в 1940 году, то в 1944 году евреи оттуда вместе с другими евреями Венгрии были отправлены в Освенцим, и большинство их было уничтожено.
23 августа 1944 года король Михай при помощи румынской армии взял власть в свои руки, Й. Антонеску и членов его правительства арестовали. Вслед за этим последовал ввод советских войск на территорию страны и установление в Румынии просоветского режима.

### Послевоенный период
По данным переписи, в Румынии в конце 1945 года было 428 312 евреев. В 1945–51 годах около трети еврейского населения Румынии эмигрировало, в основном, в подмандатную Палестину и независимый Израиль. Затем власти Румынии запретили выезд евреев. Выдача разрешений на эмиграцию возобновилась в сентябре 1958 года, была прекращена с февраля 1959 года по начало 1960 года, затем вновь возобновилась. Всего в Израиль с 1948 года до конца 1960-х годов прибыли около 200 тысяч евреев Румынии; около 80 тысяч евреев Румынии эмигрировали в другие страны.
В конце 1940-х годов в коммунистической Румынии начало сказываться влияние антисемитской кампании, которая велась в это время в СССР. Летом 1948 года представители сионистских партий были изгнаны из Еврейского демократического комитета; 12 декабря 1948 года центральные органы Коммунистической партии Румынии приняли постановление, в котором сионизм назывался «националистическим движением еврейской буржуазии». После этого члены Еврейского демократического комитета захватили в Бухаресте помещения Сионистской федерации, а власти конфисковали её денежные средства, 23 декабря 1948 года эта федерация и большинство входивших в неё организаций объявили о самороспуске. Начались аресты активных румынских сионистов. В 1949 году были закрыты все еврейские периодические издания, кроме газеты «Униря», органа Еврейского демократического комитета (Еврейский демократический комитет был ликвидирован в марте 1953 года вместе с этой газетой).
Однако даже после ликвидации почти всех независимых еврейских организаций положение евреев в Румынии было лучше, чем в СССР и других социалистических странах. В 1948 году были открыты два еврейских театра, в Бухаресте и в Яссах (второй был закрыт в 1968 году). В 1950-е годы ещё функционировали средние школы с обучением на идише, государственным издательством была издана серия учебников для этих школ. В 1960 году в Румынии было 153 еврейские религиозные общины, содержавшие 814 синагог и молитвенных домов. 

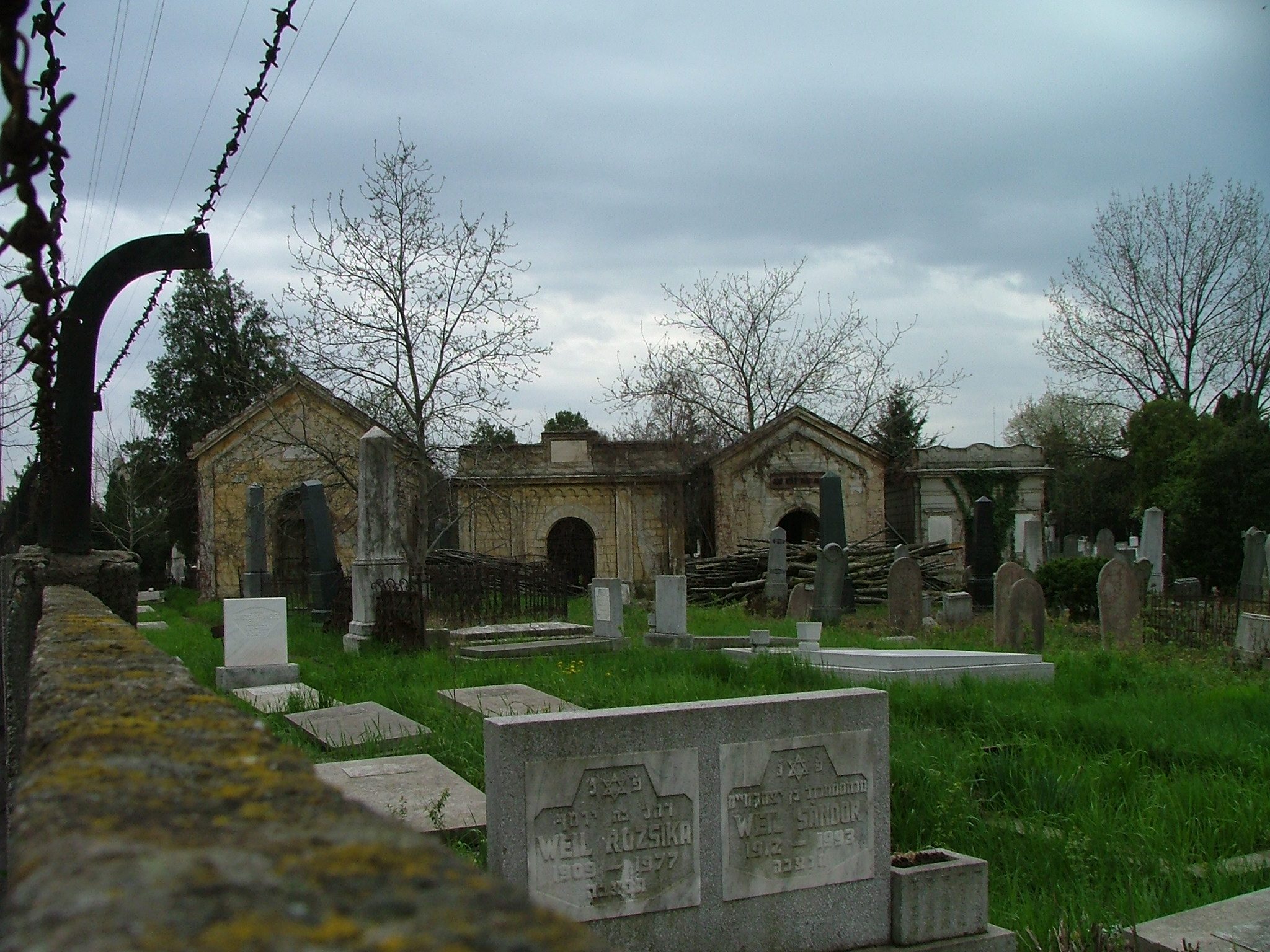
Еврейское кладбище в городе Тимишоара

Нападки на сионизм в Румынии прекратились в 1960-е годы, особенно после того, как в 1965 году к власти пришёл Н. Чаушеску. Стали допускаться контакты румынских евреев с международными еврейскими организациями. В 1967 году Румыния была единственной страной Восточной Европы, не разорвавшей дипломатические отношения с Израилем. Продолжалась эмиграция румынских евреев в Израиль (одна–две тысячи человек в год); как правило, власти в эти годы ей не препятствовали.

## Современность

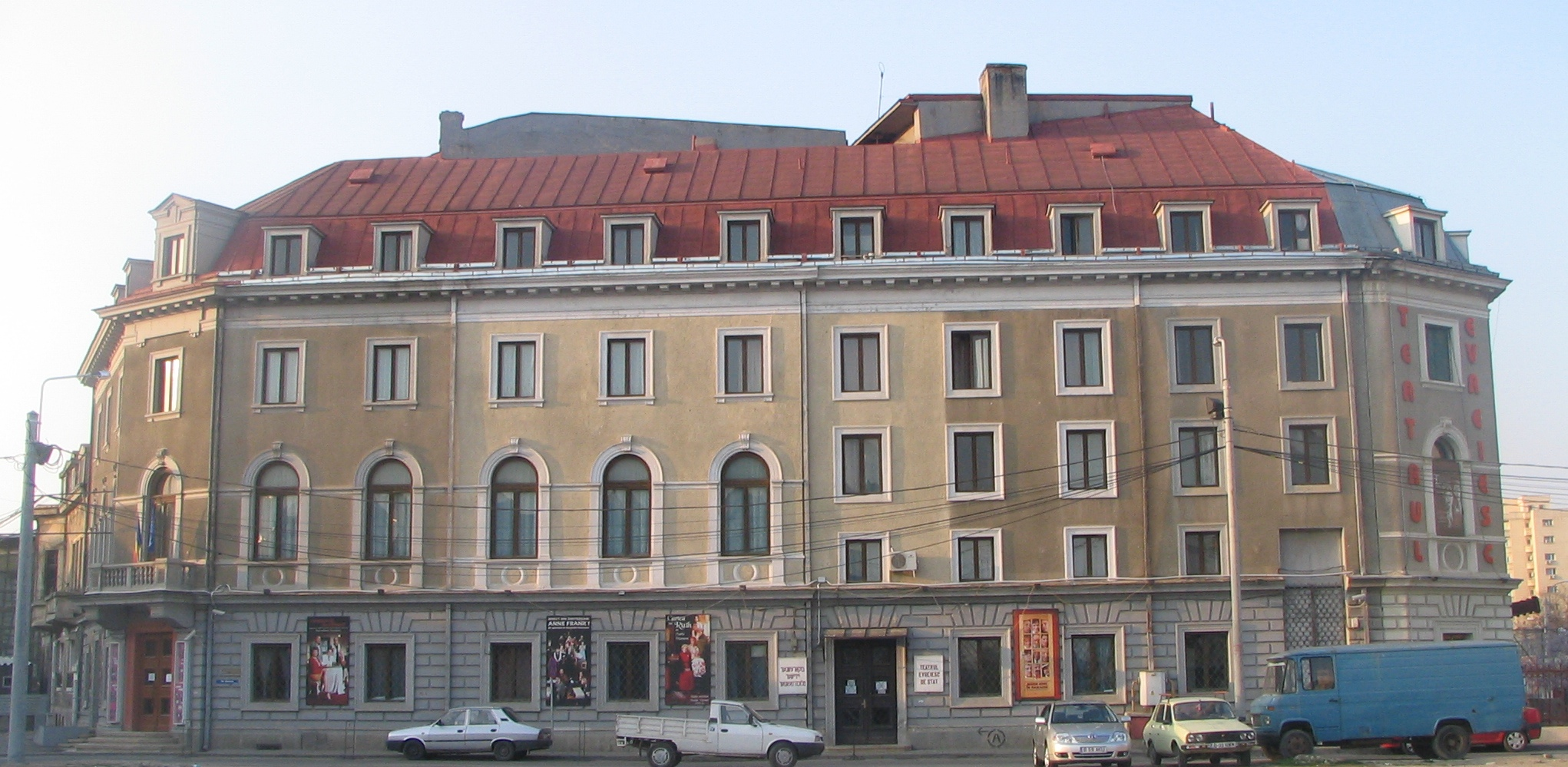
Еврейский театр в Бухаресте

Согласно переписи населения, в 1992 году в Румынии жили 9107 евреев. Однако продолжалась эмиграция: в 1990–2001 годах в Израиль из Румынии прибыло 6254 человека, в 2002 г. — 131 человек. Эмиграция вызывалась как экономическими трудностями, так и ростом антисемитизма после антикоммунистической революции 1989 года.
По данным переписи 2011 года, в Румынии жил 3 271 еврей. Половина евреев Румынии проживает в Бухаресте. Среди румынских евреев большую долю составляют пожилые люди.
Федерация еврейских общин Румынии при финансовой помощи Джойнта содержит четыре дома для пожилых людей (два из них находятся в Бухаресте), еврейский детский сад и начальную школу в Бухаресте, издает двухнедельник «Реалитатеа эвреяска».